# Мгла (деревня)
Мгла — деревня в Заполярном районе Ненецкого автономного округа России. Входит в состав Канинского сельсовета.

## География
Деревня находится в пограничной зоне на Конушинском берегу Белого моря.

## Население
| 2002 | 2010 |
| ---- | ---- |
| 33   | ↘20  |

Численность населения деревни, по данным Всероссийской переписи населения 2010 года, составляла 20 человек. На 1.01.2010 числилось 30 человек.

## Улицы
- Поморов, улица.

## Экономика
Основные занятия населения — рыболовство и животноводство. Участок СПК РК "Северный полюс".

## Инфраструктура
Ферма для молодняка крупного рогатого скота, ФАП, электростанция.